# Condado de Hamilton (Ohio)
El condado de Hamilton es uno de los 88 condados del estado estadounidense de Ohio. La sede del condado y su ciudad más grande es Cincinnati. El condado posee un área de 1.069 km² (los cuales 14 km² están cubiertos por agua), la población de 845.303 habitantes, y la densidad de población es de 801 hab/km² (según censo nacional de 2000). Este condado fue fundado en 1790.